# 国际认可论坛
国际认可论坛（英文：International Accreditation Forum，英文缩写：IAF），成立于1993年1月，是由世界范围内的合格评定认可机构和其他有意在管理体系、产品、服务、人员和其他相似领域内从事合格评定活动的相关机构共同组成的国际合作组织。中国合格评定国家认可委员会（CNAS）是其成员单位之一，中国也是17个发起国之一。其主要目标是协调各国认证制度，通过统一规范各成员国的审核员资格要求、培训准则及质量体系认证机构的评定和认证程序，使其在技术运作上保持一致，从而确保有效的国际互认，它在世界上包括两大组织，分别是欧洲认证认可组织（EAC）和太平洋认可合作组织（PAC）。